# Deposedații
Deposedații (1974) (titlu original The Dispossessed: An Ambiguous Utopia) este o utopie științifico-fantastică scrisă de Ursula K. Le Guin, a cărei acțiune se desfășoară în același univers ca și cel din Mâna stângă a întunericului (ciclul Hainish). Cartea a câștigat premiul Nebula în 1974, precum și premiul Hugo și premiul Locus în 1975, și a fost nominalizată pentru premiul John W. Campbell Memorial în 1975. Este demn de menționat faptul că a primit o recunoaștere rar întâlnită pentru o operă science fiction.  
Povestea explorează multe idei și teme, incluzând anarhia și societățile revoluționare, capitalismul, individualismul și colectivismul, precum și ipoteza Sapir–Whorf. 
Aici apare pentru prima dată conceptul fictiv de ansiblu, un dispozitiv de comunicare instantanee care joacă un rol major în ciclul Hainish. Inventarea ansiblului plasează romanul la începutul cronologiei interne a ciclului Hainish, deși aceasta a fost a cincia carte a ciclului publicată).

## Cadrul
Acțiunea din Deposedații se desfășoară pe planetele Anarres și Urras, două lumi gemene locuite din Tau Ceti. Cetienii sunt menționați în alte romane și povestiri despre Ecumen. Un locuitor de pe Anarres apare în povestirea The Shobies' Story. Înaintea colonizării planetei Anarres, Urras este cadrul povestirii The Day Before the Revolution. 
În Deposedații, Urras este divizată în câteva state autonome dominate de două state mari rivale. Într-o aluzie clară la S.U.A. (reprezentată de A-Io) și U.R.S.S. (reprezentată de Thu), unul are o economie capitalistă și un sistem patriarhal, iar celălalt este un sistem autoritar care pretinde că ar conduce în numele proletariatului. Dezvoltând mai departe analogia, în A-Io există o opoziție de stânga foarte strâns legată de rivalul Thu, pe care îl sprijină, la fel ca partidele comuniste existente la vremea aceea în Statele Unite și în alte țări vestice. Dincolo de asta există o a treia zonă majoră, subdezvoltată, numită Benbili - când acolo izbucnește o revoluție, A-Io și Thu invadează Benbili, dând naștere unui război. Benbili pare a reprezenta Asia de sud-est, fiind o aluzie la războiul din Vietnam.
În ultimul capitol al cărții aflăm că poporul hainish a ajuns pe Tau Ceti în urmă cu 60 de ani, adică la mai bine de 150 de ani după secesiunea odonienilor de pe Urras și exodul lor pe Anarres. Pământenii apar și ei acolo, acțiunea romanului petrecându-se cândva în viitor. Se sugerează anul 2300, dar complexitatea istoriei celor de pe Urras pare a indica altă dată.

## Intriga

### Structura acțiunii
Capitolele alternează cadrul acțiunii - cele pare se desfășoară pe Anarres, cele impare pe Urras, cu excepția primului și ultimului capitol care includ ambele lumi, fiind, din punct de vedere tematic, capitole de tranziție. În primul capitol ne aflăm, practic, în mijlocul acțiunii, în timp ce acțiunea ultimului capitol de pe Anarres (penultimul capitol, cel cu numărul doisprezece) se sfârșește înaintea începerii celei din primul capitol.
| Capitolele în ordinea acțiunii, considerând un curs liniar al narațiunii |   |
| ------------------------------------------------------------------------ | - |
| 2, 4, 6, 8, 10, 12, 1, 3, 5, 7, 9, 11, 13                                | – |

Această structută narativă ciudată influențează procesarea textului de către cititor: linearitatea (sau, pentru a folosi termenii lui Le Guin în aprecierea acestui univers narativ, secvențialitatea) este subsumată aproximării începutului și sfârșitului poveștii (nu se știe dacă Le Guin a intenționat acest lucru prin folosirea structurii narative), îndeamnând cititorul să pună sub semnul întrebării propria percepție și concepere a timpului. Această dilemă este și una dintre ideile, temele și motivele dezbătute în roman, în mod explicit de către Shevek și alte personaje și, în mod implicit, prin construirea lumii narative din jurul lor.
Le Guin nu este nici primul, nici singurul autor american care folosește artificiul stilistic al narațiunii non-lineare. De exemplu, William Faulkner a folosit acest gen de structură (cf. "A Rose for Emily", Light in August), lucru sesizabil în scrierile sale printr-o aparent accidentală schimbare de perspectivă sau de punct de vedere între sau în cadrul capitolelor.

### Acțiunea
Povestea se petrece pe planeta fictivă Urras și pe luna sa, Anarres (deoarece Anarres este suficient de masivă pentru a reține atmosfera, acest sistem de planete este descris deseori ca fiind unul binar). Pentru a zădărnici planurile de rebeliune a unor muncitori anarhici, majoritatea statelor de pe Urras le permite revoluționarilor să trăiască pe Anarres, garantându-le lipsa oricărei interferări, eveniment petrecut cu aproximativ două sute de ani înaintea celor din Deposedații'.  Înaintea acestui eveniment, pe Anarres nu au existat așezări permanente, ci doar câteva exploatări miniere.
Protagonistul, Shevek, este un fizician care încearcă să dezvolte o teorie a fizicii temporale. Fizica romanului descrie timpul ca având o structură mult mai complexă decât o înțlegem noi, încorporând, în afara matematicii și fizicii, filozofie și etică. Sensul teoriilor din carte este țesut în firul acțiunii, descriind nu doar concepte fizice abstracte, ci și suișurile și coborâșurile vieții personajelor și transformarea societății de pe Anarres. Un citat des menționat în carte spune că "adevărata călătorie este întoarcerea." .
Teoretic, Anarres este o societate fără guvern sau instituții autoritariste coercitive. Totuși, în momentul când cercetările sale deviază de la înțelegerea consensuală curentă a societății sale, Shevek se lovește de obstacole reale. În timp, Shevek înțelege că revoluția care a dus la apariția lumii sale stagnează, iar acolo unde nu existau structuri ale puterii încep să apară unele. De aceea, el pornește într-o călătorie riscantă spre planeta de origine, Urras, căutând să deschidă un dialog între lumi și să răspândească liber teoriile sale dincolo de Anarres. Romanul descrie lupta sa atât pe Urras, cât și pe lumea sa, Anarres.
Cartea explorează și ipoteza Sapir–Whorf, care susține că limbajul modelează gândirea și, astfel, cultura. Limba vorbită pe planeta anarhică Anarres, pravica, este una construită și reflectă multe aspecte ale filozofiei care stă la baza anarhiei utopice. De exemplu, folosirea conceptului de posesie este descurajată. Într-o scenă, Shevek își amintește că fiica lui i-a spus "Poți folosi batista mea", în loc de "Poți împrumuta batista mea", ceea ce ar sublinia ideea că batista nu este proprietatea fetei, ci se află doar în grija ei.
Deposedații pătrunde în mecanismele care ar putea fi dezvoltate de o societate anarhică, dar prezintă și pericolul centralizării și birocrației, care pot acapara foarte ușor societatea fără continuarea ideologiei revoluționare. O parte a forței cărții e dată de spectrul larg de personaje bine conturate, ilustrând multe tipuri de personalități, toate educate într-un mediu care nu judecă oamenii prin prisma proprietăților, ci prin prisma faptelor și a relațiilor cu ceilalți oameni. Poate cel mai bun exemplu în această privință este personajul Takver, partenera eroului, care exemplifică multe virtuți: loialitate, dragoste de viață și pentru ceea ce e viu, perseverență și dorința unui parteneriat real cu o altă persoană.
S-a afirmat că opera reprezintă una dintre puținele revitalizări moderne ale genului utopic, și că romanul prezintă multe caracteristici ale unei cărți utopice. Cea mai evidentă este aceea că Shevek, care nu este din Urras, urmează convenția "călătorului" comună în literatura utopică. Toate personajele portretizate în roman au o anumită inteligență spirituală și nu există vreun personaje care să nu fie descris. Este de asemenea adevărat că anumite aspecte de pe Anarres sunt utopice: societatea este prezentată ca fiind una pură, aderând la propriile teorii și idealuri, juxtapusă celei de pe Urras.
Totuși, subtitlul cărții este "O utopie ambiguă", una dintre temele majore ale operei fiind ambiguitatea diferitelor noțiuni despre utopie. Anarres nu este prezentată ca fiind o societate perfectă, chiar și în cadrul constrângerii că ar reprezenta o utopie anarhică. Birocrația, stagnarea și structurile puterii problematizează revoluția, așa cum ajunge să își dea seama Shevek pe parcursul romanului. Mai mult, Le Guin a realizat o imagine foarte fidelă a constrângerilor naturale și de mediu ale societății. Cetățenii de pe Anarres sunt forțați să se lupte cu o lume relativ săracă. Greutățile cauzate de lipsa resurselor constituie o altă temă principală, reflectată și în titlul romanului. Cetățenii de pe Anarres sunt deposedați de posesiuni nu doar prin alegerea politică, ci prin însăși lipsa resurselor. Aici, din nou, Le Guin prezintă un contrast cu bogăția prezentă pe Urras și cu comportamentele competitive generate de acest lucru. În cuvântul înainte la roman, Le Guin dezvăluie că anarhismul ei se apropie de cel al lui Piotr Kropotkin, al cărui Ajutor Mutual compensează influența lumii naturale în ceea ce privește competiția și cooperarea. Folosirea realismului privitor la acest aspect al cărții problematizează — face ambiguă — o simplă interpretare utopică a operei. Anarres nu este o societate perfectă, iar Le Guin arată că acest lucru nici nu este posibil.

## Influențe în roman
Titlu ales de Le Guin poate face referire la romanul lui Dostoievski Demonii (tradus în engleză ca The Possessed).
Una dintre scenele romanului amintește oarecum de experimentul din închisoarea Stanford, dar influența reală a acestui eveniment asupra romanului este incertă. Copilul Shevek și câțiva prieteni – curioși despre Urras și despre cum ar putea fi închisorile – se hătărăsc să se joace de-a închisoarea într-o cameră încuiată din subsolul unei clădiri. Jocul este foarte similar experimentului ca desfășurare și rezultate, inclusiv prin faptul că a fost oprit brusc.

## Alte versiuni
În anii '80, CBC Radio a adaptat 'Deposedații' într-un serial de șase episoade a 30 de minute în cadrul programului 'Vanishing Point'.